# Fable
Fable és un videojoc de rol compatible amb les plataformes Xbox, Xbox 360 i PC. En aquest joc creat per Lionhead studios s'encarna el paper d'un heroi.
El personatge anirà creixent, podrà millorar habilitats i armes, adquirir i llogar habitatges, casar-se, dedicar-se a la compravenda de béns, canviar-se la roba i el pentinat o dedicar-se a xutar pollastres si ho prefereix. Hi ha una versió ampliada del videojoc, Fable: The Lost Chapters, publicat per Windows i Xbox el setembre de 2005; Feral Interactive i Robosoft Technologies el van versionar per la plataforma Mac platform el 31 de març del 2008.

## Argument
La historia transcorre a Alvion, un vell continent compost per diferents pobles, boscos i masmorres. És en una època indefinida però clarament medieval, en què té lloc la màgia més espectacular.
Al començament del joc el personatge és un vailet que corre pel petit poble costaner d'Oakvale, aquest poble pateix un atac dels bandits dirigit per un personatge important del joc i sobreviu gràcies a la intervenció del cap del Gremi d'Herois de Alvion, Maze. Aquest el porta al gremi on és educat com a heroi i és on té lloc el turorial d'aquesta aventura. Un cop "graduat" es comencen a complir encàrrecs enviats al gremi per la gent d'Alvion que té problemes i necessita ajut a canvi d'una compensació monetària el gremi envia a l'heroi més adequat per la missió. Aquests encàrrecs duen a descobrir els orígens del protagonista i una trama secreta per a obtenir el poder a Albión, el futur d'aquesta terra és a les mans del personatge.
El punt d'innovació d'aquest joc és la capacitat de prendre decisions que canviïn el destí del protagonista i sobretot la manera que els altres personatges tinguin de veure'l. Quant més robi, mati... més por li tindran la resta de personatges i l'aspecte al final es veurà influït fins al punt de tenir banyes de dimoni o un disc angelical a sobre el cap.
Quantes més missions es facin més renom s'obtindrà, cosa que augmentarà el nombre de dones enamorades d'ell, millorarà els comentaris de la gent que el veu i acabarà essent respectat.
La trama del joc pot durar unes 20 hores però la duració fins a acabar el joc, amb objectius secundaris, armes llegendàries, etc pot durar més de 80 hores. A banda es pot fer tota l'aventura de nou, però canviant les decisions preses a cada punt del joc i canviar part de l'argument. És un joc recomanable, ja que ha obtingut les millors qualificacions de les revistes amb més prestigi de tot el món.

## Fable: The Lost Chapters
Fable va ser expandit i republicat com a Fable: The Lost Chapters per la Xbox i per ordinadors amb Windows el setembre del 2005. El videojoc va ser posteriorment versionat per a Mac OS X gràcies a Feral Interactive el 31 de març de 2008.
The Lost Chapters conté tot el contingut del Fable original, amb la diferència de nou contingut com nous monstres, armes, expressions, objectes, armadura, pobles, i edificis, com també la possibilitat d'agrafar objectes dels nens. La història té una argumentació que té lloc en nou zones noves i amb setze encàrrecs nous. Els personatges com Briar Rose i Scythe, que tenen un paper inferior en el joc original, ara tenen més rellevància i són inclosos en certes missions principals i encàrrecs. Altres personatges de l'argument es poden incloure, la veu de Jack of Blades amb un so més profund, més dur i més demoníac, i ser capaç de descobrir (i resoldre) el misteri d'un assassinat al voltant de la germana Lady Grey.

## Recepció i crítica
Fable ha tingut generalment bona crítica. La versió original per a Xbox del joc va tenir un 85% a Metacritic i a Game Rankings. The game won more than fifty awards, and became the Xbox's fastest-selling game up to that time.
El combat en el Fable també té bona crítica. L'equip de 1UP.com felicitava els modes de combat representats.
Encara que va assenyalar diversos defectes en el joc com el disseny bland del personatge, en Marc Saltzman de USAToday.com va dir que el joc "hauria de satisfer el jugador per la seva incredible qualitat, la jugabilitat de món obert, i una història sòlida que resulta ser interessant mentre es va avançant en l'aventura." El Fable es va crear perquè les diverses accions del jugador que realitza sobre el personatge provoqués les seves conseqüències. Altres aspectes positius en el videojoc descrits pel The Observer on deien que hi ha un "sentit de l'humor britànic, en un estil de Monty Python o Douglas Adams".
Un dels aspectes negatius va ser la curta història del videojoc que va ser molt criticada, però hi ha una llarga llista d'encàrrecs secundàris que hi ha disponible.
Una de les queixes que van sorgir després de la publicació del Fable va ser el fet de no incloure característiques que Peter Molyneux havia esmentat mentre que el joc estava encara en desenvolupament.